# Benito de Ávila
Benito fue un religioso castellano que ejerció como obispo de Ávila entre 1241 y 1259. Aparece en algunas crónicas como Benito II, por ejemplo en la de Gil González Dávila, que menciona un primer obispo Benito que habría ocupado la sede hacia 1210, pero en ese momento el obispo era Pedro Instancio.
En 1254 consagró el altar de San Juan Bautista del monasterio de Matallana en presencia del rey castellano Alfonso X del que fue asistente. En 1256 aparece confirmando un privilegio de este monarca, fechado el 13 de septiembre en Segovia, que concedía franquicias y exenciones a los caballeros abulenses en agradecimiento a los servicios prestados a Fernando III y, además, otorgaba fueros a la ciudad de Ávila y territorios adyacentes.